# Anzeiger für Harlingerland
Der Anzeiger für Harlingerland (AfH) ist eine deutsche Tageszeitung aus Ostfriesland. Die Zeitung, die mit dem Untertitel „Ostfriesisches Tageblatt“ erscheint, ist in Wittmund beheimatet. Sie ist seit 2022 eine Lokalausgabe der Nordwest-Zeitung in Oldenburg. In den Jahren zuvor handelte es sich dagegen nur um ein Kopfblatt, denn die Redaktion produzierte nur den Lokalteil selbst; überregionale Mantelseiten wurden von der NWZ bezogen. Die verkaufte Auflage beträgt 9226 Exemplare, ein Minus von 37,7 Prozent seit 1998. Der AfH wurde zeitlangs im Verlag Brune-Mettcker in Wilhelmshaven gedruckt; seit 2022 findet die Produktion ebenso in Oldenburg statt.

## Geschichte
Der AfH erschien zum ersten Mal am 1. April 1862. Gegründet wurde die Zeitung von Christian Ludolph Mettcker, einem Verleger aus Jever, und Jakob Christian Ajold Bergner, einem Kaufmann aus Wittmund. In der Anfangszeit erschien der Anzeiger zweimal pro Woche, montags und freitags. Bis 1864 hatte sich der Umfang der Zeitung von vier auf acht Seiten gesteigert. Ab Januar 1866 erschien der AfH dreimal pro Woche, dienstags, donnerstags und samstags.

## Verbreitung

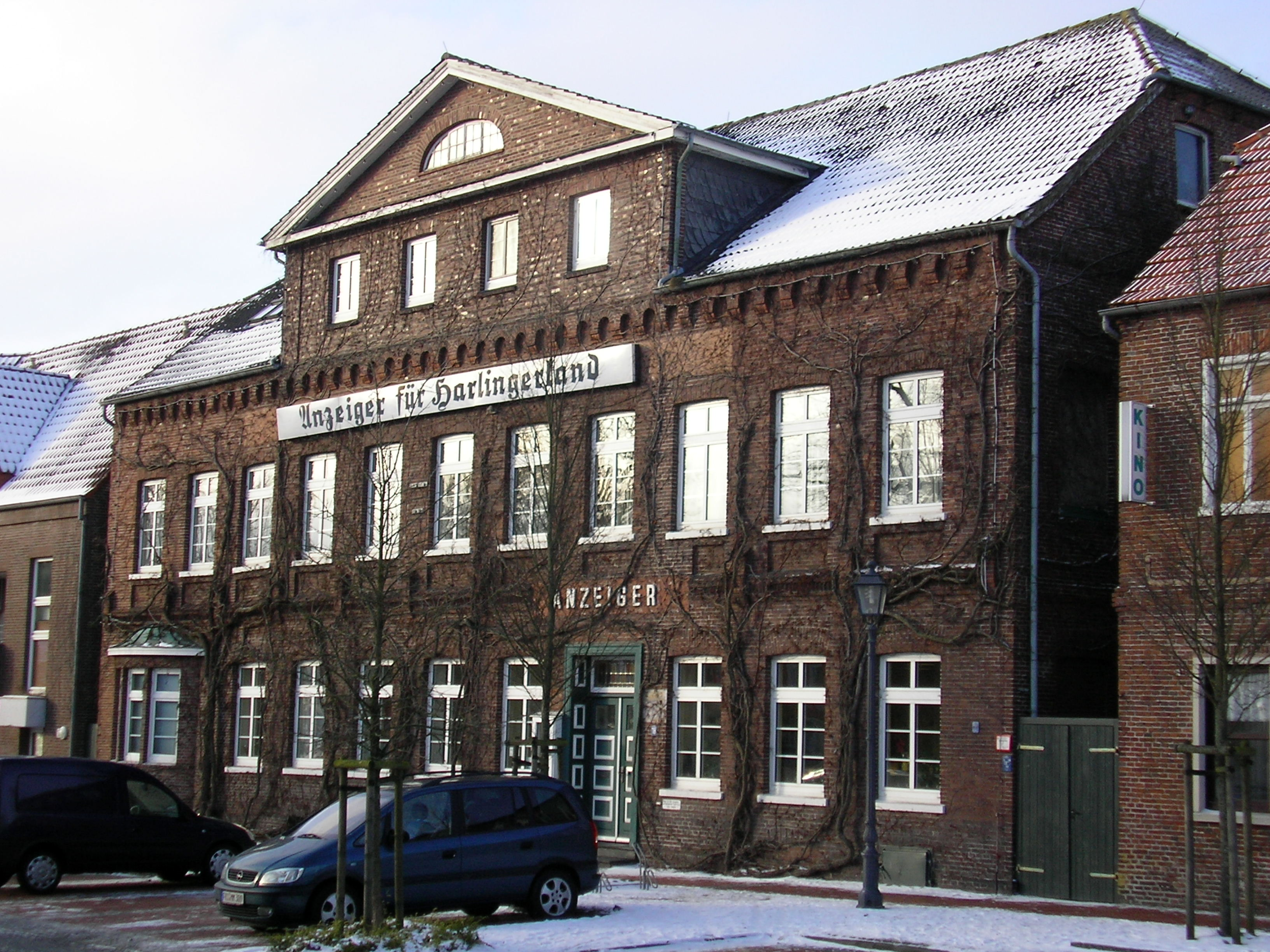
Verlagshaus des „Anzeiger für Harlingerland“ in Wittmund

Das Verbreitungsgebiet erstreckt sich über den Landkreis Wittmund und einige angrenzende Gebiete wie Wiesmoor und Dornum. Namensgeber ist die im Norden des Landkreises gelegene historische Landschaft Harlingerland. Das Blatt erscheint in der OF-Verlagsgesellschaft. Ehemalige Schwesterpublikationen im bisherigen Verlag Brune-Mettcker sind das Jeversche Wochenblatt (Friesisches Tageblatt) in Jever und die Wilhelmshavener Zeitung in Wilhelmshaven (Wilhelmshavener Zeitungsgruppe).
Im Gegensatz zu vielen anderen Tageszeitungen beginnt der Anzeiger mit regionalen Nachrichten, erst der zweite, innere Teil enthält überregionale Meldungen.

## Auflage
Der Anzeiger für Harlingerland hat wie die meisten deutschen Tageszeitungen in den vergangenen Jahren an Auflage eingebüßt. Die verkaufte Auflage ist in den vergangenen 10 Jahren um durchschnittlich 3,7 % pro Jahr gesunken. Im vergangenen Jahr hat sie um 5,3 % abgenommen. Sie beträgt gegenwärtig 9226 Exemplare. Der Anteil der Abonnements an der verkauften Auflage liegt bei 93,9 Prozent.
| 1998  | 1999  | 2000  | 2001  | 2002  | 2003  | 2004  | 2005  | 2006  | 2007  | 2008  | 2009  | 2010  | 2011  | 2012  | 2013  | 2014  | 2015  | 2016  | 2017  | 2018  | 2019  | 2020  | 2021  | 2022  | 2023 | 2024 |
| ----- | ----- | ----- | ----- | ----- | ----- | ----- | ----- | ----- | ----- | ----- | ----- | ----- | ----- | ----- | ----- | ----- | ----- | ----- | ----- | ----- | ----- | ----- | ----- | ----- | ---- | ---- |
| 14810 | 14863 | 14839 | 14780 | 14664 | 14334 | 14036 | 13998 | 13992 | 14036 | 13996 | 13647 | 13615 | 13415 | 13703 | 13617 | 13429 | 13085 | 12810 | 12499 | 12198 | 11954 | 11134 | 11022 | 10580 | 9747 | 9226 |

## Online-Medien
Der Anzeiger für Harlingerland veröffentlichte seine Nachrichten bis zum 4. Oktober 2022 auf Lokal26. Seitdem sind aktuelle Nachrichten nur noch über das Portal NWZonline zu lesen.  Die Nachrichten aus dem Anzeiger für Harlingerland erscheinen hier zum Teil vor der Veröffentlichung in der gedruckten Ausgabe. Das Angebot von NWZonline ist kostenpflichtig und kann daher nur mit einem gültigen Abonnement vollständig genutzt werden.